# Saint-Sulpice-et-Cameyrac

Saint-Sulpice-et-Cameyrac este o comună în departamentul Gironde din sud-vestul Franței. În 2009 avea o populație de 4.300 de locuitori.

## Evoluția populației
| An        | 1975  | 1982  | 1990  | 1999  | 2006  | 2009  |
| --------- | ----- | ----- | ----- | ----- | ----- | ----- |
| Populație | 1.936 | 3.215 | 3.520 | 3.932 | 4.199 | 4.300 |